# گلسکو (نیویورک)
گلسکو (به انگلیسی: Glasco) یک منطقهٔ مسکونی در ایالات متحده آمریکا است که در شهرستان اولستر، نیویورک واقع شده‌است. گلسکو ۶٫۸ کیلومتر مربع مساحت و ۲٬۰۹۹ نفر جمعیت دارد و ۴۶ متر بالاتر از سطح دریا واقع شده‌است.